# Бриан Бору
Бри́ан Бо́ру, также Бриан Борума, Бриан Бороиме (Brian mac Cennétig, ирл. Brian Bóraimhe) (926 или 941—23 апреля 1014) — король Мунстера (978—1014) и Верховный король Ирландии (High king of Ireland) (1002—1014), родоначальник династии О’Брайенов. Объединил ирландские королевства под своей властью. Прекратил эпоху нашествий викингов на остров, в 1014 году разбил датчан при Клонтарфе и остановил их вторжение на территорию Ирландии. В этой битве Бриан Бору погиб. После его смерти Ирландия вновь распалась.

## Биография

### Ранние годы
Бриан Бору — один из двенадцати сыновей короля Томонда Кеннетига мак Лоркайна (ум. 951). Кеннетиг, король Томонда, погиб в битве с викингами в 951 году под Лимериком. Новым королём Томонда стал Лахта, старший сын Кеннетига. В 953 году враждебные кланы убили Лахту и одного из его братьев. Матгамайн, третий сын Кеннетига, отомстил за смерть своих старших братьев и принял корону Томонда. В 960 году Махун, старший сын Кеннетига и брат Бриана Бору, принял корону Мунстера, а Бриан стал правителем Томонда в Северном Мунстере.
В 962 году Бриан Бору с горсткой последователей (200 человек) из его клана Дал Кайс ушёл в горы Клэр и начал партизанскую войну против викингов из Лимерика. В 968 году клан Дал Кайс отправился в поход на Кашел, где, после разгрома викингов из Лимерика, королём Мунстера был объявлен Махун (Матгамайн), а конунг Ивар Лимерикский (датчанин) изгнан Махуном из Ирландии. В 969 году Ивар возвратился в Лимерик и стал правителем крупных островов на р. Шаннон. В 976 году король Мунстера Матгамайн мак Кеннетиг (960—976), старший брат Бриана Бору, был подло убит Иваром Лимерикским, который был в сговоре с Эоганахтами. После этого весь клан Дал Кайс попал под влияние Бриана Бору.

### Король Мунстера
В 978 году Бриан Бору умертвил короля Мунстера Маэлмуада мак Брана (976—978), принадлежащего к ветви Эоганахтов. Бриан развязал ряд войн против Коннахта, Миде, Лейнстера и Брейфне. В 984 году Бриан Бору стал правителем Лех Моги, южной части Ирландии. На завоёванные племена Бриан накладывал дань скотом, которая называлась «борома» (то есть налог, в современном произношении Бору), откуда и возникло его прозвище.
Укрепляя связи с викингским Дублином, Бриан Бору отдал свою дочь Слэйн замуж за Ситрика Шелкобородого (сына Олава Кварана и Гормлейт).
В 999 году произошло сражение при Гленмаме. Бриан Бору загнал в теснину войско датчан и лейнстерцев во главе с королём Маэлморой, который после разгрома спрятался на тисовом дереве, с которого его самолично снял сын Бриана Бору Мурхад.

### Верховный король Ирландии
Подчинив себе всю пятину, к 1002 году Бриан Бору стал Верховным королём Ирландии. Интересно, что в книге Армы он назван не «Ard Rí», то есть «Верховный король», а «Imperator Scottorum» — буквально «император скоттов» («Scottorum» было распространённым топонимом Ирландии у позднейших античных авторов; обычную для классической античности Гибернию сменила «Scotia Major», тогда как земли современной Шотландии стали именоваться «Scotia Minor» вместо названия Каледония).
Бриан был женат одним из браков на Гормлет инген Мурхада, которая после развода организовала атаку датчан на земли. Он одержал решающую победу над датчанами при Клонтарфе близ Дублина 23 апреля 1014 года, но погиб в битве.

### Браки и дети
Верховный король Ирландии Бриан Бору был женат четыре раза, и имел шесть сыновей и трёх дочерей. Его первой женой стала Мор, дочь коннахтского подкороля Айдне Уа Фиахраха (ирл. — Aidne Uí Fiachrach). Мор родила Бриану трёх сыновей — Мурхада, Конора (Конхобара) и Фланна (все они погибли в один день со своим отцом — 23 апреля 1014 года).
В 988 году Бриан Бору вторично женится на Эхрад (Эхре) (ирл. — Echrad), дочери Одбы Уи Аэда (ирл. — Odba Uí Áeda), принадлежавшей к северной ветви О’Нил. Их дети:
- Тадг мак Бриан (? -1023), убит по приказу своего сводного брата Доннхада

В третий раз ок. 999 года Бриан Бору женился на Гормлет инген Мурхада (ок. 960—1030), дочери короля Лейнстера Мурхада мак Финна и сестре короля Лейнстера Маэла Морды мак Мурхады, бывшей жене короля Дублина Олава Кварана (927—980) и верховного короля Ирландии Маэла Сехнайлла мак Домнайлла (948—1022). Она родила Бриану его самого младшего сына:
- Доннхад мак Бриайн (? — 1064), король Мунстера (1014—1064) и верховный король Ирландии (1022—1064), скончался в изгнании в Риме в 1064 году).

Бриан Бору развелся с Гормлет и в четвертый раз женился на Дубховлах, дочери коннахтского короля Кахала мак Конхобайра (973—1010).
Также у него был шестой сын — Домналл (ум. 1010), мать которого неизвестна.
Кроме сыновей, Брайан Бору имел еще три дочери, но из летописей не ясно от которых жен:
- Сайв (ирл. — Sadb) (ум. 1048), супруга принца Киана Эоганахтского, сына короля Мунстера Маэлмуада мак Брана.
- Бе Бинн (ирл. — Bé Binn) — была замужем за королём Флайбертахом О’Нилом (ирл. — Flaithbertach Ua Néill), короля Айлеха (до 978—1036), представителя северной ветви О’Нейлл.
- Слэни (ирл. — Sláni), вышла замуж за короля дублинских викингов Ситрика IV Шелкобородого, пасынка Бриана Бору.

Согласно скандинавскими сагам, Бриан Бору имел одного приёмного сына — Керхиалфада (ирл. — Kerthialfad).

## Бриан Бору в культуре

### В музыке
- В честь Бриана Бору написан марш его имени — Brian Boru’s March[англ.].
- Ирландская музыкальная группа «Cruachan» написала песню «Born for War (the Rise of Brian Boru)» (альбом 2014 года «Blood for the Blood God») о битве между королём Брианом и викингами из Лимерика.
- В песни «Марш О’Брайенов» российской рок-группы Белфаст поётся про короля Бриана Бору.
- Бретонский певец Алан Стивел исполнил композицию Brian Biru

### В художественной литературе
Король Бриан является одним из действующих лиц рассказа Роберта Говарда «Куда ушёл седой бог».